# Nakbé
Nakbé est l'un des plus grands sites archéologiques mayas anciens. Il se situe dans le département du Petén au Guatemala, à environ 13 km au sud de la ville maya de El Mirador.
Les fouilles réalisées à Nakbé suggèrent que les premières implantations remontent à environ -1400 et que le site a été important jusqu'à son effondrement vers 100 à 200.
Nakbé est arpenté dès 1962 par Ian Graham. On y a trouvé des tessons de céramique portant le motif de tresses de la natte symbolisant le pouvoir : au préclassique celui-ci était déjà en place.
Nakbé comprend 4 sacbeob (chaussées de communication) que les archéologues ont appelé Mirador, Cascabel, Palma et Kan.
Le jeu de balle de Nakbé a été construit en trois étapes dont une première en -500 à -400.
Il existe trois autres sites préclassiques d'importance mineure dans le voisinage de Nakbé.